# Comité olympique suédois
Le Comité olympique suédois (en suédois : Sveriges Olympiska Kommitté) est le comité national olympique de la Suède. Il représente le pays au Comité international olympique (CIO) et fédère les fédérations sportives suédoises. Il fait partie des Comités olympiques européens.
Le comité est fondé en 1913 et reconnu par le Comité international olympique la même année. 